# 1182 Ilona
1182 Ilona è un asteroide della fascia principale del diametro medio di circa 14,26 km. Scoperto nel 1927, presenta un'orbita caratterizzata da un semiasse maggiore pari a 2,2591995 UA e da un'eccentricità di 0,1172464, inclinata di 9,39320° rispetto all'eclittica.
L'origine del suo nome è sconosciuta.